# Sant Iscle de Vallalta
Sant Iscle de Vallalta är en kommun i Spanien.   Den ligger i provinsen Província de Barcelona och regionen Katalonien, i den östra delen av landet, 500 km öster om huvudstaden Madrid. Antalet invånare är 1 322. Arean är 17,8 kvadratkilometer. Sant Iscle de Vallalta gränsar till Canet de Mar, Sant Celoni, Sant Cebria de Vallalta, Arenys de Munt och Vallgorguina. 
Terrängen i Sant Iscle de Vallalta är kuperad norrut, men söderut är den platt.